# G. H. Emmerich

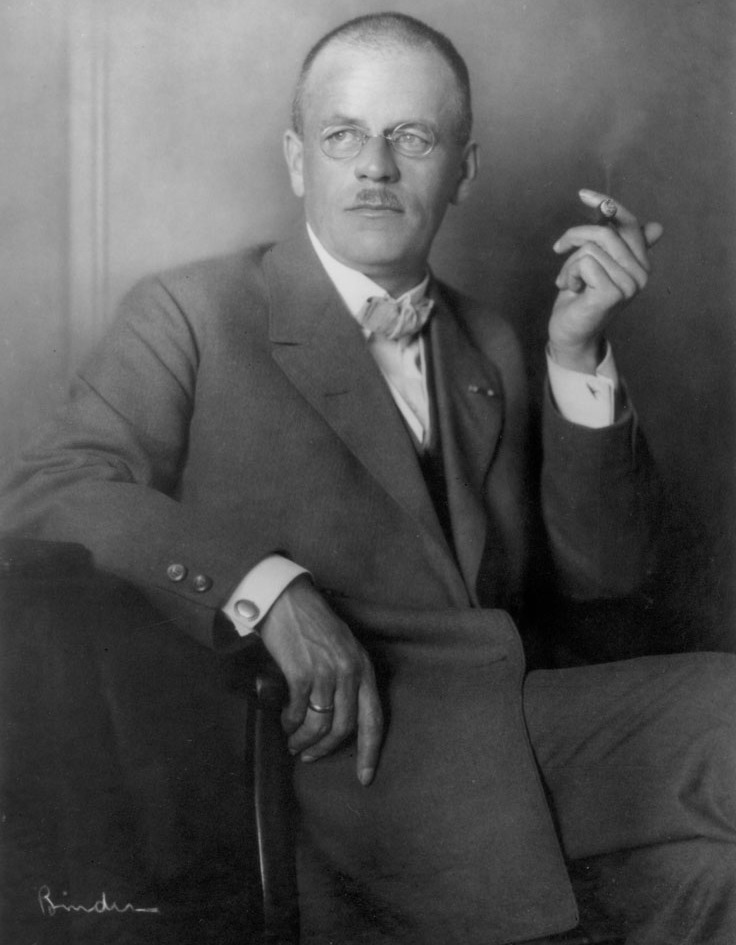
G. H. Emmerich, porträtiert von Alexander Binder

Georg Heinrich Emmerich (* 15. März 1870 in Frankfurt am Main; † 19. Oktober 1923 in München) war der Gründer der ersten Hochschule für Fotografie in Deutschland und der erste Professor für Lichtbildkunst in Bayern.

## Leben
Emmerich war gelernter Fotohändler und unterhielt in München seit 1890 ein Geschäft für fotografische Apparate und Utensilien, dem Magazin für Photographische Apparate und Utensilien mit mehreren Filialen.
Emmerich war ein leidenschaftlicher Verfechter des Piktorialismus. Sie war eine Stilrichtung, die beweisen wollte, dass die Fotografie ein vollwertiges künstlerisches Ausdrucksmittel ist und nicht nur eine reine Technik zum bloßen, dokumentarischen Ablichten von Motiven. Stilistisch ist der Piktorialismus z. B. charakterisiert durch die sorgfältige Wahl des Ausschnitts, fließende Übergänge, bewusstes Einsetzen von Unschärfe, ungewöhnliche Bildkompositionen, Vorliebe für Nacht- und Nebelszenen, 'künstlerische' Sujets (Landschaften, Porträts, Akte). Zudem bei der Fotografie die nachträgliche Bearbeitung der fotografischen Abzüge oder der Negative, um dadurch malerische Effekte zu erreichen.
Als passionierter Amateurfotograf stellte Emmerich wiederholt auf mehreren Ausstellungen eigene Arbeiten aus; zum Beispiel 1893 auf der Ersten internationalen Ausstellung für Amateurfotografie in Hamburg oder im Rahmen der 1902 in Turin stattfindenden Ausstellung Esposizione internazionale di fotografia artistica.
Emmerich war einer der Gründer des Süddeutschen Fotografen-Vereins und betreute seit 1892 zudem verschiedene fotografische Fachzeitschriften, die sich dieser neuen Lichtbildkunst widmete (siehe unter Veröffentlichungen).

## Gründung der Bildungsanstalt

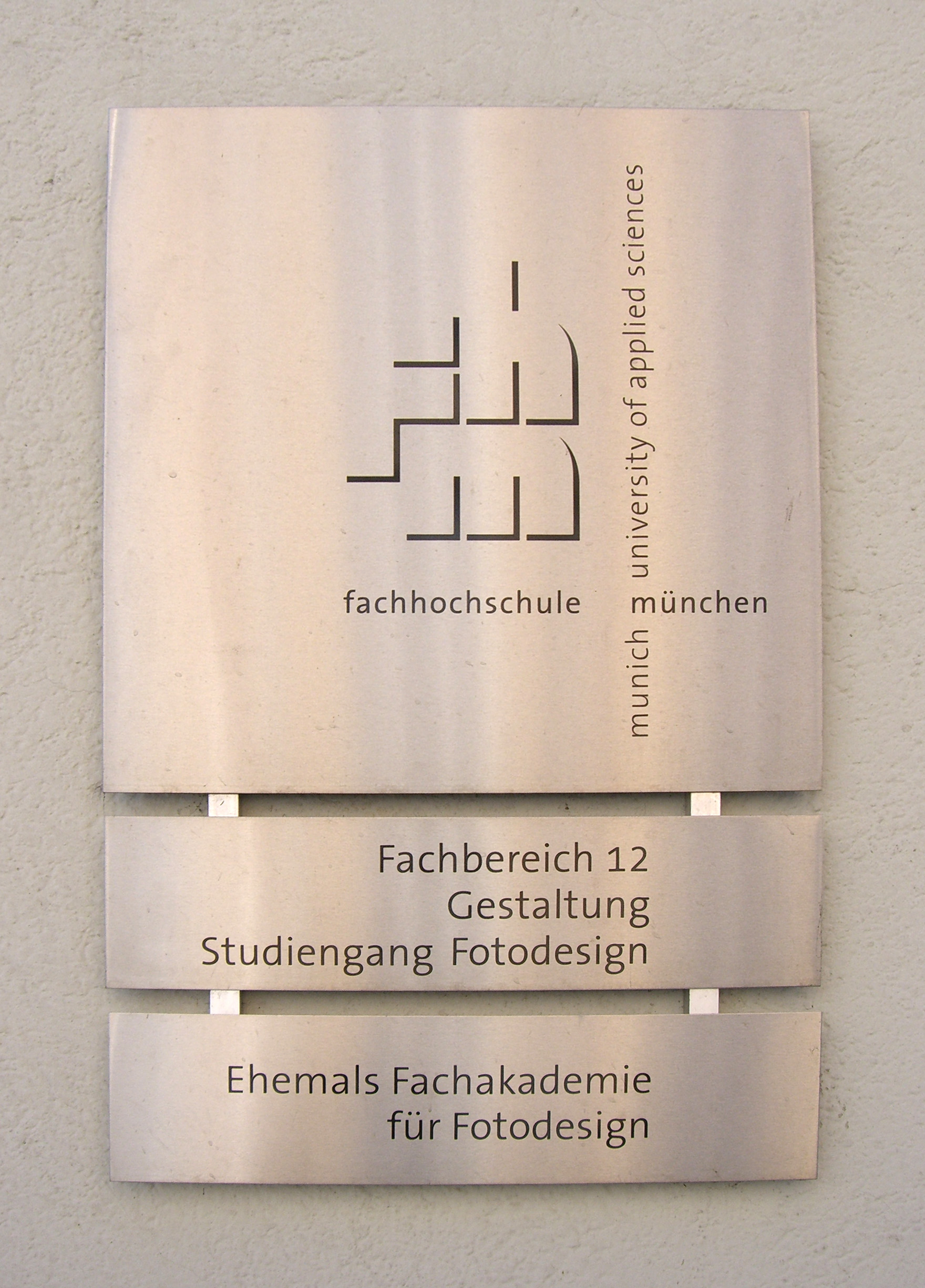
Eingangsschild des Fachbereichs 12 mit Hinweis auf die Fachakademie für Fotodesign

In der Ausgabe vom Mai 1899 der Allgemeinen Photographen-Zeitung bezeichnete Emmerich in seinem Beitrag Photographische Lehranstalten, die Ausbildungssituation deutscher Berufsfotografen als verheerend und forderte mit Nachdruck die Gründung einer fotografischen Lehranstalt in München.
Daraufhin eröffnete Emmerich – nach Verhandlungen mit dem Minister für Kirchen- und Schulangelegenheiten – am 15. Oktober 1900 in München die Lehr- und Versuchsanstalt für Photographie. Begonnen wurde mit 28 jungen Männern zwischen 15 und 35 Jahren. Denn die Nachfrage nach einer Ausbildung an der neuen Schule war hoch. Lediglich die Hälfte der Schüler kam zu Beginn aus Bayern. Weitere 50 Prozent kamen neben Württemberg, Baden, Hessen und Preussen aus dem nahen Ausland wie der Schweiz, Finnland, Dänemark sowie aus Russland. Bald schon wurden die Räumlichkeiten in der damaligen Rennbahnstrasse nahe der Münchener Theresienwiese zu klein und man zog in ein umgebautes Krankenhaus in der heutigen Clemensstraße um.
Emmerich war ab der Gründung 17 Jahr lang ununterbrochen Direktor der Schule. Ab 1917 wurde die Schulführung von Hans Spörl übernommen, der die erfolgreiche Bildungseinrichtung in eine staatliche Trägerschaft überführte. Sie trug von da an die Bezeichnung Staatliche Höhere Fachschule für Phototechnik. Der neue Name sollte den technischen Aspekt der Schule betonen, der laut Kriterien bislang vernachlässigt worden war und Industrie und Fachverbände gegrüssten diese Entscheidung.
Die Schule wurde im Verlauf ihres 102-jährigen Bestehens mehrmals umbenannt, umgewandelt und schließlich 2002 in die Fachhochschule München integriert:
- 1900: Eröffnung der Lehr- und Versuchsanstalt für Photographie
- 1904: Umbenennung in Lehr- und Versuchsanstalt für Photographie, Chemie, Lichtdruck und Gravüre
- 1921: Umbenennung in Staatliche Höhere Fachschule für Phototechnik
- 1928: Umbenennung in Bayerische Staatslehranstalt für Lichtbildwesen
- 1945–1947 Unterbrechung des Betriebs aufgrund der Kriegszerstörungen
- 1954: Umbenennung in Bayerische Staatslehranstalt für Photographie
- 1990: Umwandlung in die Staatliche Fachakademie für Fotodesign München
- 2002: Eingliederung als Studiengang Fotodesign in die FH München, Fachbereich 12 – Gestaltung

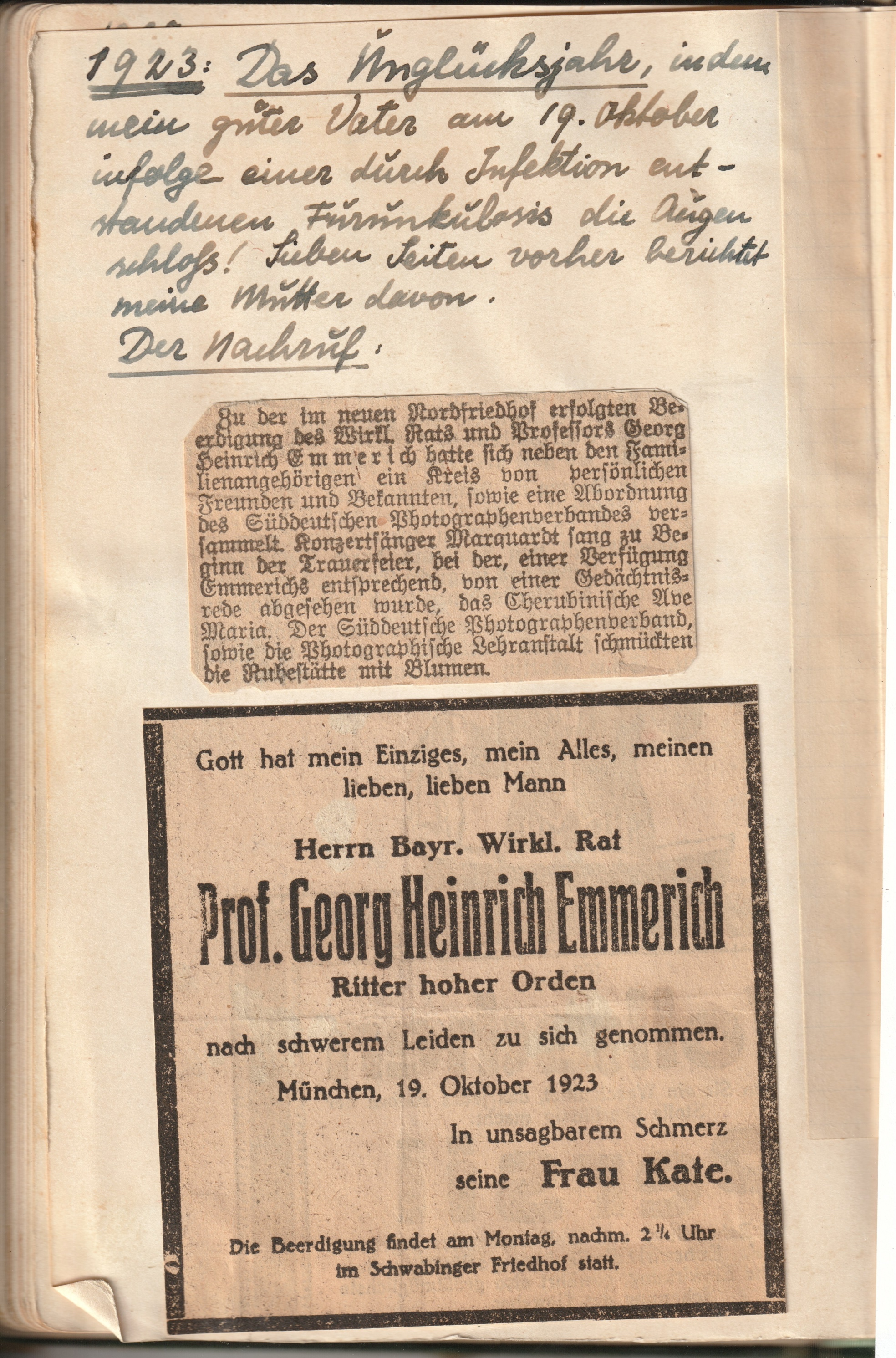
Original-Tagebuchseite (Seite 129) von Walter E. Lautenbacher mit seinem handschriftlichen Vermerk über die Todesumstände seines leiblichen Vaters, Professor Georg Heinrich Emmerich. Dazu der eingeklebte Original-Zeitungsartikel zum redaktionellen Nachruf und die Todesanzeige über Emmerich, Münchner Neueste Nachrichten vom Oktober 1923.

## Privates & Tod
Emmerich ist der leibliche Vater von Walter E. Lautenbacher, der von 1947 bis 1949 an der Lehranstalt studierte, 1969 den Bund Freischaffender Fotodesigner (BFF) gründete und als Begründer des Berufsstands des Fotodesigners gilt.
Emmerich zog sich eine kleine und harmlose Wunde im Nacken zu, welche sich jedoch entzündete. Aufgrund der damals beschränkten medizinischen Möglichkeiten breitete sich die Infektion aus und Emmerich verstarb im Alter von nur 53 Jahren am 19. Oktober 1923 in München an den Folgen einer Sepsis.

## Preise, Auszeichnungen und Ehrungen
- 1899: Verleihung der Goldenen Verdienstmedaille des Süddeutschen Photographen-Vereins und Ernennung zu dessen Ehrenmitglied im Rahmen der 4. Ausstellung des Vereins in Stuttgart.[4]
- 1900: Ritterkreuz II. Klasse des württembergischen Friedrichs-Ordens[5]
- 1906: Verleihung des Professorentitels Königlicher Professor[6][7]
- etwa 1901–1910: Verleihung des Rangs Fellow of the Royal Photographic Society (FRPS). Dies ist die höchste Auszeichnung der britischen Royal Photographic Society, als Anerkennung für „Exzellenz und herausragende Fähigkeiten sowie neuartige und innovative Herangehensweisen“[8] in der Fotografie.
- <1911: Offizier des großherzoglich toskanischen Zivilverdienst-Ordens[7]
- <1911: Ritter I. Klasse des Herzoglich Anhaltischen Hausordens Albrechts des Bären[7]
- <1911: Ehrenkreuz IV. Klasse[7]
- <1911: Luxemburgischer Militär- und Zivilverdienstorden Adolfs von Nassau IV. Klasse[7]
- <1911: Lippische Rose für Kunst und Wissenschaft[7]
- <1911: Große Goldene Toskanische Medaille für Kunst, Wissenschaft und Literatur[7]
- <1911: Goldene und Silberne bayerische Herzog Max-Medaille[7]
- 1917: Verleihung des Titels Kgl. Bayer. Wirkl. Rat (Königlicher Bayerischer Wirklicher Rat)[6]

## Veröffentlichungen
- Werkstatt des Photographen. Ein Handbuch für Photographen und Reproduktionstechniker. Otto Nemnich, Wiesbaden 1904
- Lexikon für Photographie und Reproduktionstechnik. Chemiegraphie, Lichtdruck, Heliogravüre. Wien, Leipzig 1910.

Periodika (Auszug):
- Photographischer Motivenschatz. Künstlerische Monatsbeilage zur Allgemeine Photographen-Zeitung. V. Jahrgang, Callwey, München 1898/99, ZDB-ID 516929-X
- Photographischer Motivenschatz. Künstlerische Monatsbeilage zur Allgemeine Photographen-Zeitung. VI. Jahrgang, Callwey, München 1899/1900.
- Photographischer Motivenschatz. Künstlerische Monatsbeilage zur Allgemeine Photographen-Zeitung. VII. Jahrgang, Callwey, München 1900/01.
- Photographischer Motivenschatz. Künstlerische Monatsbeilage zur Allgemeine Photographen-Zeitung. VIII. Jahrgang, Callwey, München 1901/02.
- Jahrbuch des Photographen und der photographischen Industrie. Ein Hand und Hilfsbuch für Photographen, Reproduktionsteckniker und Industrielle. 1903 – 1905, ZDB-ID 310291-9
- Photographische Kunst. V. Jahrgang, München 1907, ZDB-ID 531918-3